# Мельничный (Миллеровский район)
Мельничный — хутор в Миллеровском районе Ростовской области. Входит в состав Криворожского сельского поселения.

## География
На хуторе имеется одна улица:  Механизаторов.

## Население
| 2010 |
| ---- |
| 75   |